# Morten Moldskred
Morten Opsahl Moldskred (ur. 13 czerwca 1980 w Ulsteinvik) – norweski piłkarz występujący na pozycji napastnika. 

## Kariera klubowa
Moldskred seniorską karierę rozpoczynał w 1999 roku w klubie IL Hødd. W 2002 roku trafił do ekipy Moss FK z Tippeligaen. W tych rozgrywkach zadebiutował 28 kwietnia 2002 w przegranym 0:1 meczu z Odds BK. 30 czerwca 2002 w wygranym 4:0 pojedynku z Sogndal Fotball strzelił pierwszego gola w ekstraklasie. W tym samym roku spadł z klubem do Adeccoligaen. Wówczas odszedł do Aalesunds FK grającego w Tippeligaen. W 2003 roku spadł z zespołem do Adeccoligaen, ale w 2004 roku awansował z nim do Tippeligaen.
Na początku 2006 roku Moldkred podpisał kontrakt z drugoligowym FK Haugesund. Latem tego samego roku przeszedł do Tromsø IL (Tippeligaen). Pierwszy ligowy mecz zaliczył tam 30 lipca 2006 przeciwko Molde FK (2:0). W 2008 roku zajął z klubem 3. miejsce w lidze.
W 2010 roku Moldskred odszedł do Rosenborg BK również z ekstraklasy. Zadebiutował tam 14 marca 2010 w wygranym 2:1 ligowym spotkaniu z Molde. W tym samym roku zdobył z Rosenborgiem mistrzostwo Norwegii oraz Superpuchar Norwegii.
W sezonie 2012/2013 Moldskred grał w Aarhus GF. Latem 2013 wrócił do Tromsø IL.
W latach 2016–2017 występował w norweskim klubie Finnsnes IL.

## Kariera reprezentacyjna
W reprezentacji Norwegii Moldskred zadebiutował 5 września 2009 w zremisowanym 1:1 meczu eliminacji Mistrzostw Świata 2010 z Islandią. 3 marca 2010 w wygranym 1:0 towarzyskim pojedynku ze Słowacją strzelił pierwszego gola w drużynie narodowej.